# 広島県道372号林御寺線
広島県道372号林御寺線（ひろしまけんどう372ごう はやしみてらせん）は、広島県尾道市を通る一般県道である。

## 概要
尾道市瀬戸田町林から尾道市瀬戸田町御寺に至る。
生口島を横断する唯一の県道である。

### 路線データ
- 起点：尾道市瀬戸田町林（林交差点、広島県道81号生口島循環線交点）
- 終点：尾道市瀬戸田町御寺（御寺交差点、国道317号交点）
- 総延長：4.17 km

## 歴史
- 1974年（[[昭和]49年）3月22日 - 広島県告示第230号により認定される。
- 2006年（平成18年）1月10日 - 豊田郡瀬戸田町が[尾道市]]に編入されたことにより全区間が尾道市域を通る路線になり、併せて起終点の地名が変更される。

## 路線状況

### 重複区間
- 広島県道466号向島因島瀬戸田自転車道線（尾道市瀬戸田町林で重用）

### 道路施設

#### トンネル
- 生口隧道：延長150 m、尾道市瀬戸田町林 - 尾道市瀬戸田町御寺

## 地理

### 通過する自治体
- 尾道市

### 交差する道路
| 交差する道路                                       | 交差する場所 | 交差する場所      |
| -------------------------------------------------- | ------------ | ----------------- |
| 広島県道81号生口島循環線                           | 瀬戸田町林   | 林交差点 / 起点   |
| 広島県道466号向島因島瀬戸田自転車道線 重複区間起点 | 瀬戸田町林   |                   |
| 広島県道466号向島因島瀬戸田自転車道線 重複区間終点 | 瀬戸田町林   |                   |
| E76 西瀬戸自動車道                                 | 瀬戸田町御寺 | 緊急進入路        |
| 国道317号 広島県道81号生口島循環線 重複            | 瀬戸田町御寺 | 御寺交差点 / 終点 |

### 沿線
- 尾道市立瀬戸田中学校（起点付近）